# Estadio municipal Comarca de Níjar
El estadio municipal Comarca de Níjar es el actual campo de juego del Club Unión Deportiva Comarca de Níjar, equipo que milita actualmente en la Primera División Andaluza.
Tiene una capacidad de 850 espectadores sentados y 2000 de pie. Se encuentra en el polígono Santa Olalla, ubicado entre las barriadas de San Isídro y Campohermoso en Níjar, Almería. Fue inaugurado en 2006.